# 크라마토르스크
크라마토르스크(우크라이나어: Краматорськ)는 우크라이나 동부에 위치한 도네츠크주의 도시로 면적은 117.1km2, 해발고도는 177.3m이며 인구는 173,700명(2008년 기준), 인구 밀도는 583명/km2이다.

## 역사
1868년에 신설되었으며 시로 승격된 시기는 1932년이다. 2014년 우크라이나 친러시아 분쟁 당시에는 슬로우얀스크와 함께 우크라이나 정부군과 친(親)러시아 민병대 사이의 격전지였다. 우크라이나군이 안정적으로 이 도시를 차지한 이후, 도네츠크를 대신하여 도네츠크주의 임시 주도가 되었다.

## 인구
언어적으로 러시아어 사용자는 63.4%이며, 우크라이나어 사용자는 36%이다. 우크라이나의 2001년 센서스 결과, 민족적으로 우크라이나인이 70.2%, 러시아인이 26.9%를 차지한다.

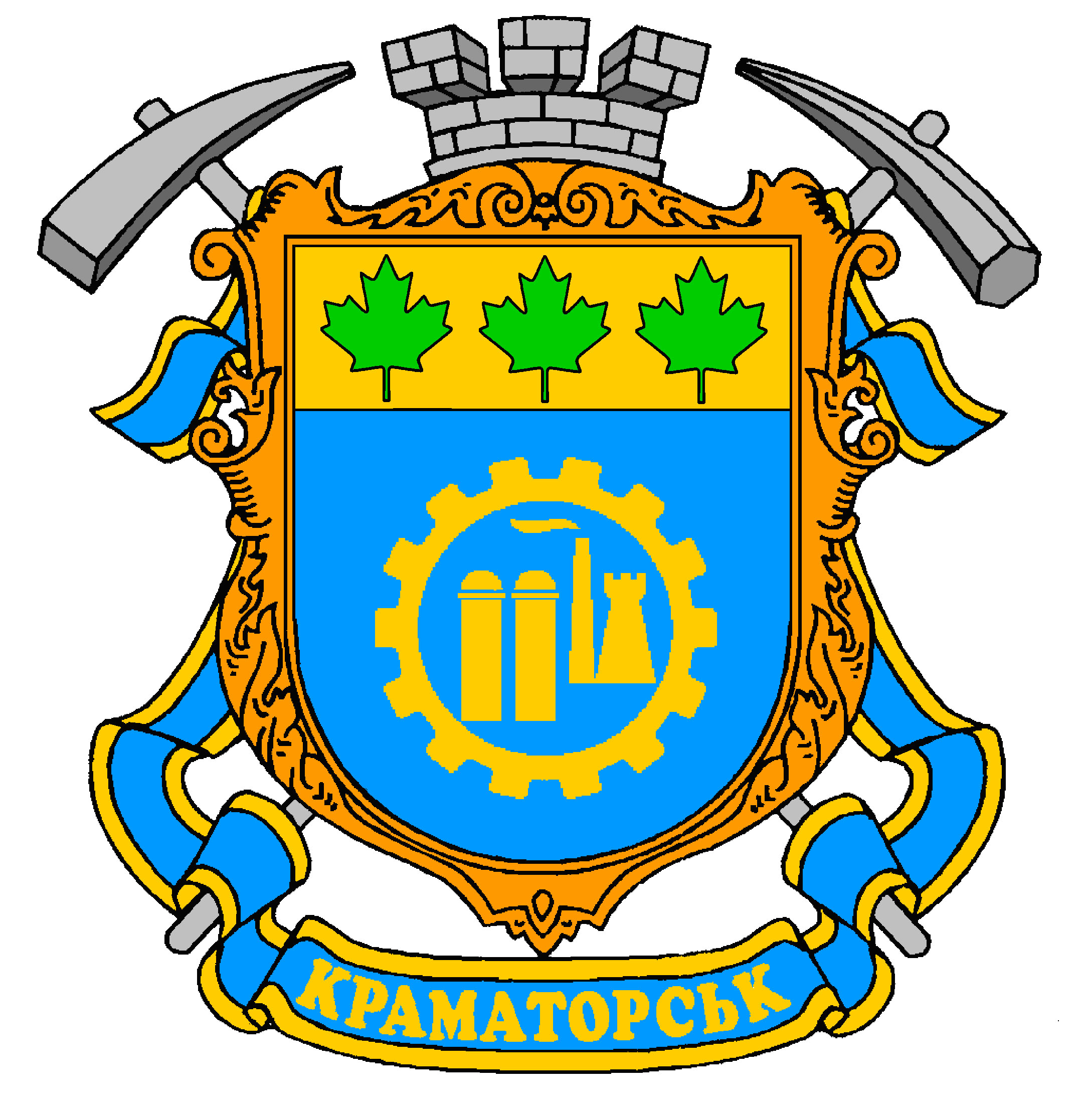
시 문장